# The Edge of Heaven
The Edge of Heaven è un singolo del duo pop britannico Wham!, pubblicato nel 1986.
Il brano è stato scritto e prodotto da George Michael.

## Tracce
- 7" (UK)

1. The Edge of Heaven – 4:37
2. Wham Rap '86 – 6:33

## Classifiche
| Classifica (1986)                | Posizione massima |
| -------------------------------- | ----------------- |
| Australia                        | 2                 |
| Austria                          | 11                |
| Belgio (Fiandre)                 | 1                 |
| Canada                           | 10                |
| Finlandia                        | 3                 |
| Francia                          | 22                |
| Germania                         | 4                 |
| Irlanda                          | 1                 |
| Italia                           | 3                 |
| Norvegia                         | 2                 |
| Nuova Zelanda                    | 3                 |
| Paesi Bassi                      | 1                 |
| Regno Unito                      | 1                 |
| Spagna                           | 17                |
| Stati Uniti                      | 10                |
| Stati Uniti (adult contemporary) | 22                |
| Sudafrica                        | 7                 |
| Svezia                           | 10                |
| Svizzera                         | 4                 |